# Giarre Calcio 1989-1990
Questa voce raccoglie le informazioni riguardanti il Giarre Calcio nelle competizioni ufficiali della stagione 1989-1990.

## Rosa
| N. |                   | Ruolo | Calciatore                 |
| -- | ----------------- | ----- | -------------------------- |
|    | Italia (bandiera) | C     | Roberto Alberti Mazzaferro |
|    | Italia (bandiera) | P     | Massimo Assante            |
|    | Italia (bandiera) | A     | Attilio Bardi              |
|    | Italia (bandiera) | D     | Armando Biviano            |
|    | Italia (bandiera) | C     | Fabio Castellazzi          |
|    | Italia (bandiera) | A     | Claudio Clementi           |
|    | Italia (bandiera) | C     | Giovanni Luca Impellizzeri |
|    | Italia (bandiera) | D     | Giuseppe Irrera            |
|    | Italia (bandiera) | C     | Francesco Macrì            |

| N. |                   | Ruolo | Calciatore              |
| -- | ----------------- | ----- | ----------------------- |
|    | Italia (bandiera) |       | Menegatti               |
|    | Italia (bandiera) | D     | Antonino Praticò        |
|    | Italia (bandiera) | P     | Gianni Marco Sansonetti |
|    | Italia (bandiera) | A     | Maurizio Schincaglia    |
|    | Italia (bandiera) | C     | Maurizio Spigarelli     |
|    | Italia (bandiera) | D     | Carlo Tebi              |
|    | Italia (bandiera) | D     | Paolo Tomasoni          |
|    | Italia (bandiera) | A     | Luca Torresani          |
|    | Italia (bandiera) | A     | Antonino Torti          |

## Risultati

### Serie C1

#### Girone di andata
| 17 settembre 1989 1ª giornata | Giarre | 1 – 0 | Torres |  |

| 24 settembre 1989 2ª giornata | Campania Puteolana | 0 – 0 | Giarre |  |

| 1º ottobre 1989 3ª giornata | Giarre | 2 – 2 | Ischia Isolaverde |  |

| 8 ottobre 1989 4ª giornata | Catania | 0 – 0 | Giarre |  |

| 15 ottobre 1989 5ª giornata | Giarre | 2 – 0 | Sambenedettese |  |

| 22 ottobre 1989 6ª giornata | Giarre | 0 – 0 | Salernitana |  |

| 29 ottobre 1989 7ª giornata | Ternana | 0 – 1 | Giarre |  |

| 5 novembre 1989 8ª giornata | Giarre | 1 – 0 | Fidelis Andria |  |

| 12 novembre 1989 9ª giornata | Siracusa | 2 – 0 | Giarre |  |

| 19 novembre 1989 10ª giornata | Giarre | 1 – 0 | Brindisi |  |

| 26 novembre 1989 11ª giornata | Francavilla | 0 – 0 | Giarre |  |

| 19 dicembre 1989 12ª giornata | Giarre | 0 – 0 | Perugia |  |

| 10 dicembre 1989 13ª giornata | Palermo | 0 – 0 | Giarre |  |

| 17 dicembre 1989 14ª giornata | Giarre | 2 – 2 | Taranto |  |

| 30 dicembre 1989 15ª giornata | Casarano | 1 – 0 | Giarre |  |

| 7 gennaio 1990 16ª giornata | Casertana | 0 – 1 | Giarre |  |

| 14 gennaio 1990 17ª giornata | Giarre | 1 – 1 | Monopoli |  |

#### Girone di ritorno
| 28 gennaio 1990 18ª giornata | Torres | 2 – 2 | Giarre |  |

| 4 febbraio 1990 19ª giornata | Giarre | 3 – 0 | Campania Puteolana |  |

| 11 febbraio 1990 20ª giornata | Ischia Isolaverde | 0 – 1 | Giarre |  |

| 18 febbraio 1990 21ª giornata | Giarre | 0 – 0 | Catania |  |

| 4 marzo 1990 22ª giornata | Sambenedettese | 1 – 1 | Giarre |  |

| 11 marzo 1990 23ª giornata | Salernitana | 1 – 0 | Giarre |  |

| 18 marzo 1990 24ª giornata | Giarre | 1 – 0 | Ternana |  |

| 25 marzo 1990 25ª giornata | Fidelis Andria | 0 – 0 | Giarre |  |

| 1º aprile 1990 26ª giornata | Giarre | 2 – 0 | Siracusa |  |

| 8 aprile 1990 27ª giornata | Brindisi | 0 – 5 | Giarre |  |

| 14 aprile 1990 28ª giornata | Giarre | 4 – 0 | Francavilla |  |

| 29 aprile 1990 29ª giornata | Perugia | 2 – 1 | Giarre |  |

| 6 maggio 1990 30ª giornata | Giarre | 1 – 0 | Palermo |  |

| 13 maggio 1990 31ª giornata | Taranto | 1 – 0 | Giarre |  |

| 20 maggio 1990 32ª giornata | Giarre | 1 – 0 | Casarano |  |

| 27 maggio 1990 33ª giornata | Giarre | 2 – 0 | Casertana |  |

| 3 giugno 1990 34ª giornata | Monopoli | 2 – 2 | Giarre |  |